# Franz Kossmat

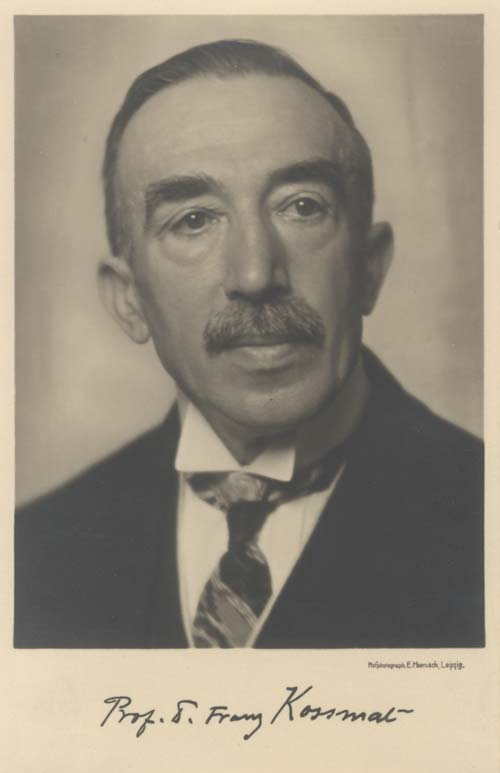
Prof. Franz Kossmat

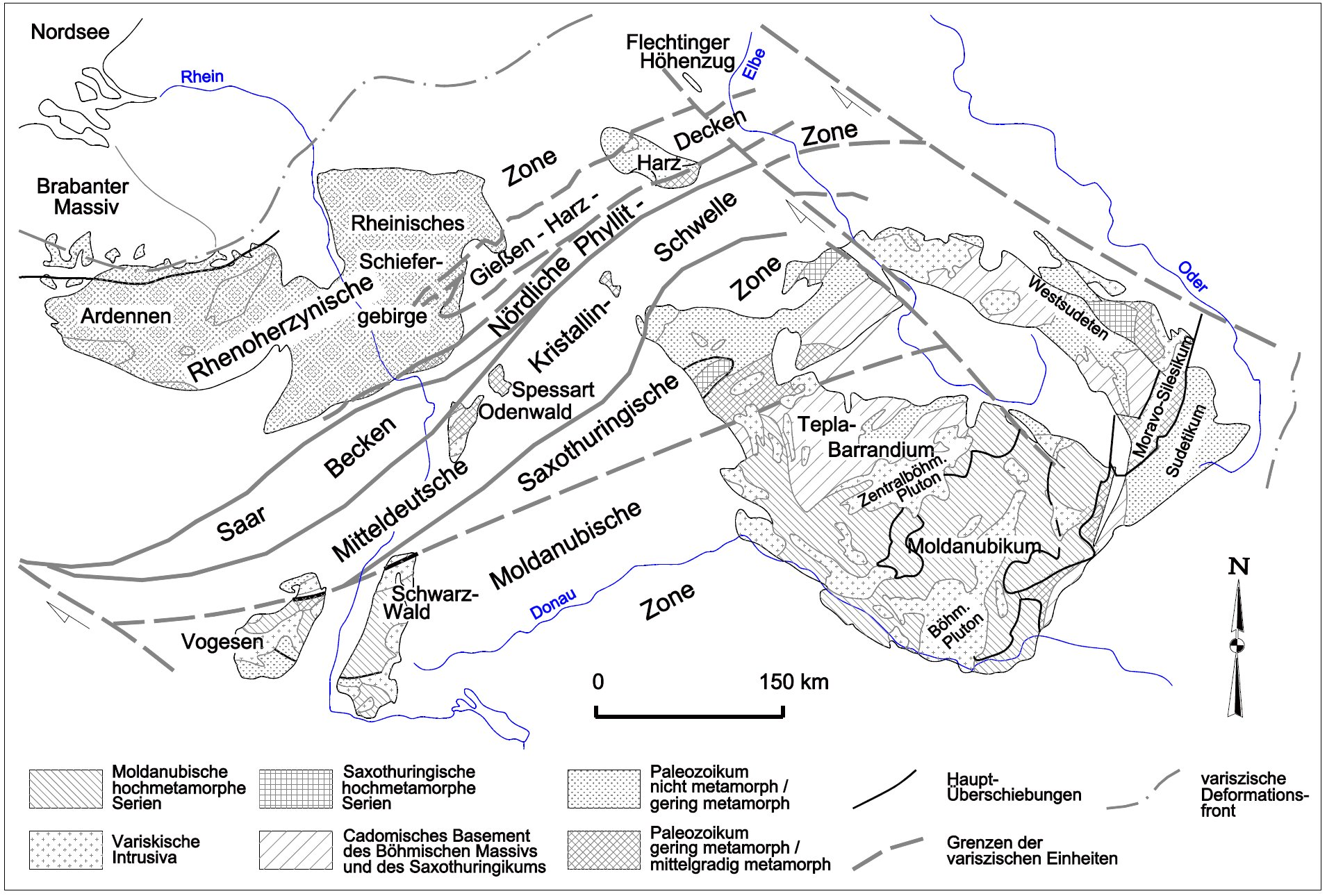
Gliederung der Varisziden in Deutschland nach Kossmat 1927

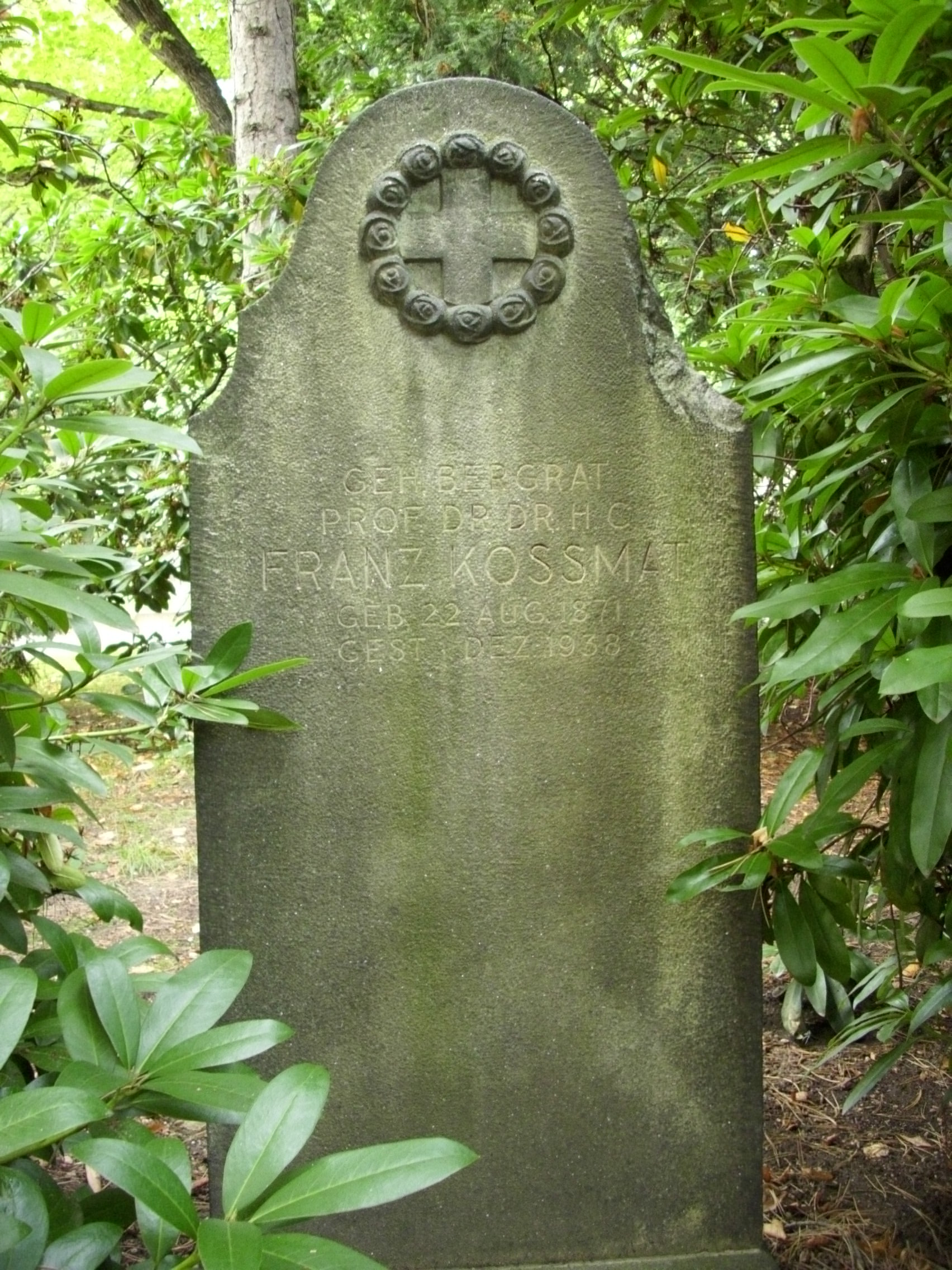
Grabstätte Franz Kossmat auf dem Südfriedhof in Leipzig

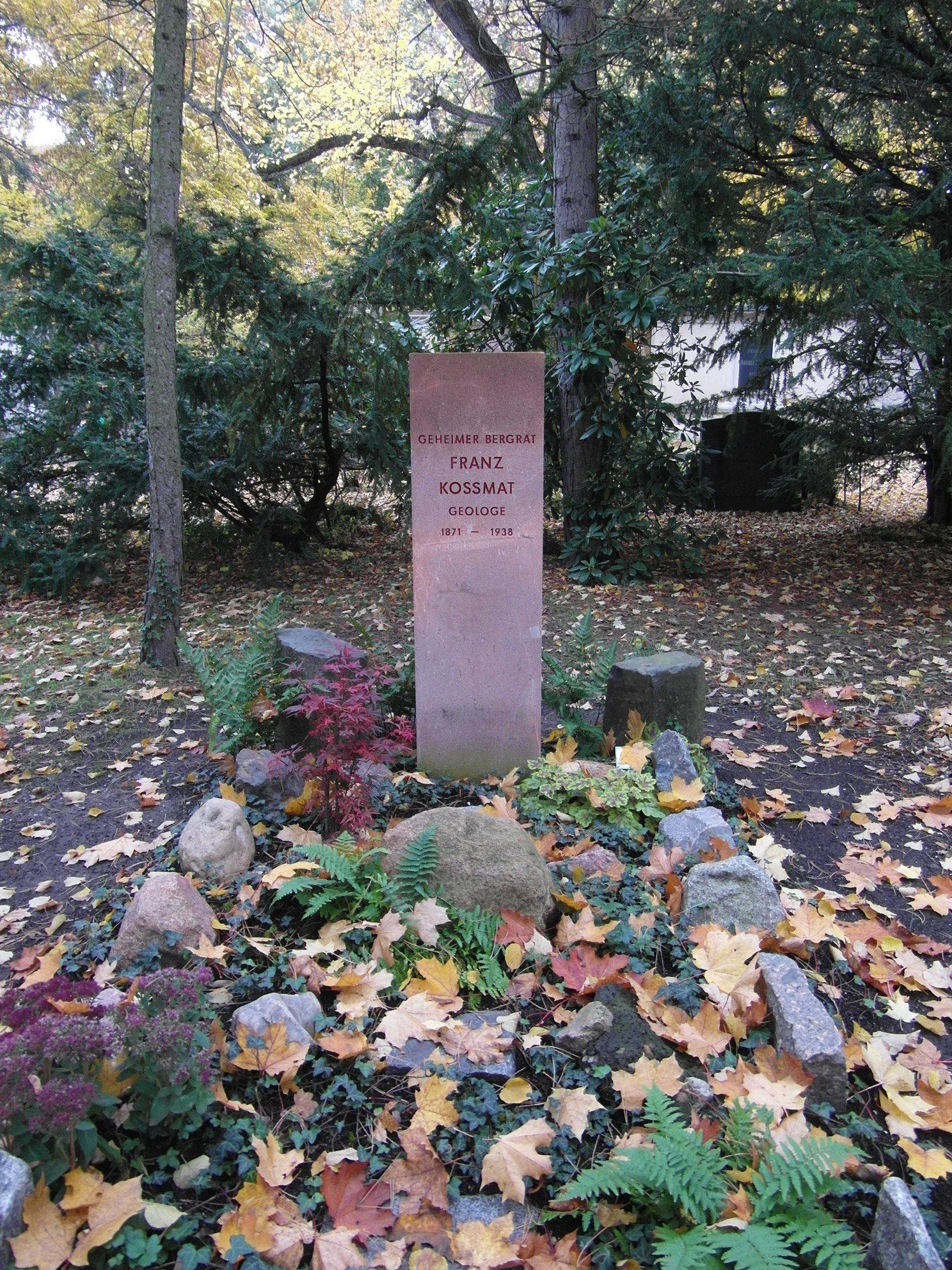
Wiedererrichtete Grabstätte 2015

Franz Kossmat (* 22. August 1871 in Wien; † 1. Dezember 1938 in Leipzig) war ein österreichisch-deutscher Geologe, Mineraloge und Geophysiker.

## Leben
Kossmat studierte zwischen 1890 und 1894 an der Universität Wien, promovierte dort und war bis 1897 Assistent am Geologischen Institut der Universität. Im selben Jahr wechselte er an die k. k. geologische Reichsanstalt (GRA). Hier wurde Kossmat mit Kartierungsarbeiten im Karstgebiet bei Sessana und Adelsberg im heutigen Slowenien beauftragt. Diese geologischen Geländeaufnahmen dauerten bis 1910 an und erstreckten sich dabei auf weitere Regionen. Er untersuchte die Verhältnisse im Bergbaugebiet von Idrija. Ferner kartierte Kossmat bei Bischoflack, Tolmein und Laibach. Es entstanden ihm im Verlaufe dieser Arbeiten bedeutende paläontologische Erkenntnisse. Die Ergebnisse seiner Arbeiten spiegelten sich in Beiträgen über die Geologie der von ihm untersuchten Gebiete in den jährlichen Verhandlungen (Jahrbuch) der GRA sowie in der Autorenschaft von drei gedruckten geologischen Kartenblättern wider.
Franz Kossmat war Professor der Mineralogie und Geologie an der Technischen Hochschule Graz. Von 1913 bis 1934 war er Direktor des Sächsischen Geologischen Landesamtes und Direktor des Geologisch-Paläontologischen Instituts der Universität Leipzig. 1920 veröffentlichte er die erste Schwerekarte von Mitteleuropa. In der Geologie von Mittel- und Westeuropa spielt Kossmats Name heute noch eine wichtige Rolle, da die Unterteilung des Variskischen Gebirges auf ihn zurückgeht. Darüber hinaus gehörte Kossmat unter anderem mit  Karl Erich Andrée, Gustav Angenheister, Immanuel Friedländer, Beno Gutenberg, Gerhard Krumbach, Karl Mack, Ludger Mintrop, Peter Polis, August Heinrich Sieberg und Emil Wiechert zu den Gründungsmitgliedern der am 19. September 1922 in Leipzig gegründeten Deutschen Seismologischen Gesellschaft, der heutigen Deutschen Geophysikalischen Gesellschaft. Seit 1914 war er ordentliches Mitglied der Sächsischen Akademie der Wissenschaften. 1925 wurde er zum Mitglied der Leopoldina sowie der Göttinger Akademie der Wissenschaften und 1937 zum korrespondierenden Mitglied der Preußischen Akademie der Wissenschaften gewählt. Im November 1933 unterzeichnete er das Bekenntnis der deutschen Professoren zu Adolf Hitler.
1955 wurde der Kossmatplatz in Wien-Favoriten nach ihm benannt.
Seine Grabstätte auf dem Südfriedhof Leipzig wurde 2014 aufgelassen, konnte jedoch aufgrund engagierter Bemühungen 2015 wiedererrichtet werden.

## Schriften (Auswahl)
- 1900: Ueber die geologischen Verhältnisse des Bergbaugebietes von Idria. In: Jahrbuch der k.k. geologischen Reichsanstalt, Jg. 49, Wien 1900, S. 259–286 (Digitalisat; PDF; 2,4 MB).
- 1916: Paläogeographie (geologische Geschichte der Meere und Festländer). 2., neubearb. Aufl. Göschen (Sammlung Göschen; 406). Berlin [u. a.]
- 1916: Übersicht der Geologie von Sachsen. Kurze Erläuterungen zu den von der Kgl. Sächs. Geolog. Landesuntersuchung veröffentlichten Übersichtskarten. Dresden / Leipzig, 2. Auflage 1925.
- 1921: Die mediterranen Kettengebirge in ihrer Beziehung zum Gleichgewichtszustande der Erdrinde. In: Abh. d. Math.-Phys. Klasse der Sächs. Akad. d. Wiss., Band 38, Nr. 2, Leipzig (Teubner).
- 1924: Geologie der zentralen Balkanhalbinsel. Mit einer Übersicht des dinarischen Gebirgsbaus. Gebr. Borntraeger, Berlin
- 1927: Gliederung des varistischen Gebirgsbaues. In: Abhandlungen des Sächsischen Geologischen Landesamtes, Bd. 1. S. 1–39.
- 1931: Das Erdbild und seine Veränderungen. Akademische Verlagsgesellschaft, Leipzig
- 1936: Paläogeographie und Tektonik. Borntraeger, Berlin